# Shot Down
Shot Down (engl. The Heist) ist ein US-amerikanisches Actiondrama von Regisseur Kurt Voss aus dem Jahr 1999, das in Los Angeles gedreht wurde.

## Handlung
C-Note, Trent und Slim führen einen Überfall durch. Sie nehmen dabei eine Geisel und töten zwei Wachleute. Sie werden von dem aus dem Gefängnis freigelassenen Kleinganoven Jack und von seinem Bruder Moe – einem Musiker – beobachtet. Jack will einen Teil der Beute bekommen während Moe die Geisel retten möchte.
Die Bande und Jack streiten um die Aufteilung der Beute, dabei werden die Kriminellen getötet. Moe und die Frau überleben.

## Kritiken
- Lexikon des internationalen Films: „Ein Thriller ohne individuellen Gestaltungswillen, der mit einer soliden Plot-Konstruktion gängige Genre-Konventionen bedient, doch das Potenzial der fähigen Darsteller nicht ausschöpft und nur routiniertes Mittelmaß bietet.“[1]

- Cinema: „B-Note für C-Note, aber coole Sprüche“[2]